# Ovidiu Savin
Ovidiu Savin (* 1. Januar 1977) ist ein rumänischer Mathematiker, der sich mit Partiellen Differentialgleichungen und Variationsrechnung befasst.

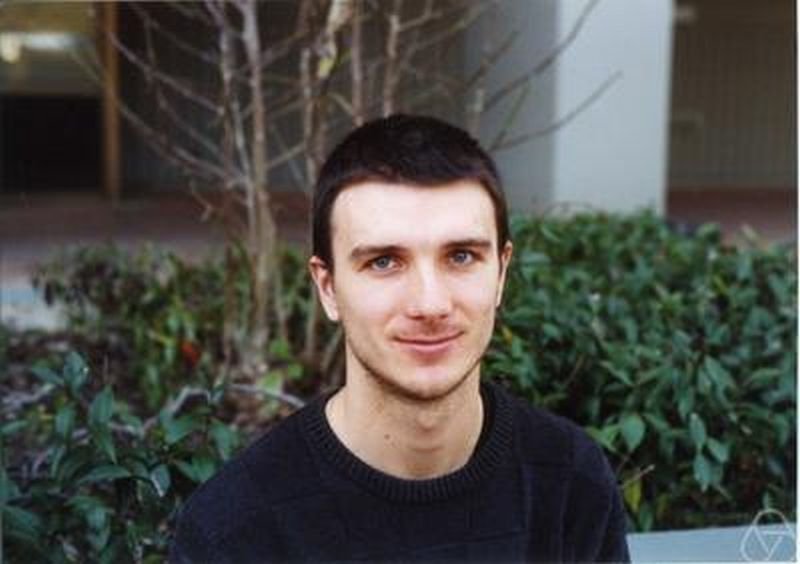
Ovidiu Savin, Berkeley 2003

Savin erhielt 1995 die Goldmedaille auf der Internationalen Mathematikolympiade für Rumänien. Er studierte an der University of Pittsburgh (und war in dieser Zeit 1997 Putnam Fellow) mit dem Master-Abschluss 1999 und wurde 2003 an der University of Texas at Austin bei Luis Caffarelli promoviert (Phase transitions: regularity of flat level sets). Als Post-Doktorand war er bis 2006 Miller Fellow an der University of California, Berkeley und er war ab 2006 Associate Professor und ab 2011 Professor an der Columbia University.
Er bewies eine Vermutung von Ennio De Giorgi, dass die Niveaumengen der Lösungen von {\displaystyle \Delta u+(1-u^{2})u=0} für Dimensionen kleiner als 9 Hyperebenen sind (später wurde ein Gegenbeispiel für 9 und mehr Dimensionen gefunden). Die Differentialgleichung wird von den Minimierern des in der Theorie der Phasenübergänge wichtigen Ginsburg-Landau-Funktionals erfüllt.
2012 erhielt er die Stampacchia-Medaille. 2006 war er Invited Speaker auf dem Internationalen Mathematikerkongress in Madrid (Symmetry of entire solutions for a class of semilinear elliptic equations). 2007 bis 2009 war er Sloan Research Fellow.

## Schriften
- Regularity of flat level sets in phase transitions, Annals of Mathematics, 169, 2009, 41–78
- Phase transitions: Regularity of flat level sets, Annals of Mathematics, Band 169, 2009, S. 41–78
- mit E. Valdinoci, B. Sciunzi: Flat level set regularity of p-Laplace phase transitions, Memoirs AMS, 2006
- Minimal surfaces and minimizers of the Ginzburg-Landau energy, Contemporary mathematics, Band 528, 2009